# 去氧胆酸
去氧胆酸也叫做脱氧胆酸（英語：Deoxycholic acid，也被称为3α,12α-二羟基-5β-胆烷-24-羧酸，3α,12α-dihydroxy-5β-cholan-24-oic acid）是一种由肠道菌群代谢产生的次级胆汁酸。肝脏分泌的初级胆汁酸的两大主要成分是胆酸和鹅去氧胆酸。细菌会将鹅去氧胆酸代谢为次级产物石胆酸，并将胆酸代谢为脱氧胆酸。脱氧胆酸可溶于乙醇和乙酸，纯净物为白色到灰白色结晶。